# فرودگاه عشق‌آباد
فرودگاه عشق‌آباد (به انگلیسی: Ashgabat Airport) (به زبان بومی: Saparmyrat Turkmenbashy International Airport) یک فرودگاه همگانی با کد یاتا ASB است این فرودگاه در ۱۰ کیلومتری شمال غرب شهر عشق‌آباد کشور ترکمنستان قرار دارد. فرودگاه قدیمی که یک باند فرود بتن دارد و طول باند آن ۳۷۰۰ متر است در سال ۱۹۹۴ و به نام صفرمراد نیازف رئیس‌جمهور وقت کشور نامگذاری شد. این فرودگاه در و در ارتفاع ۲۱۱ متری از سطح دریا واقع شده‌است. فردگاه جدید پس از طراحی جدید و بازسازی کامل در سال ۲۰۱۶ افتتاح شد.

## تاریخچه
ساختمان فرودگاه در سال ۱۹۹۴ افتتاح شد که ظرفیت ۱۶۰۰ مسافر در هر ساعت را داشت. در زمان شوروی این فردگاه اختصاصاً برای پروازهای داخلی استفاده می‌شد. اما در حال حاضر فردگاه به پروازهای باری و مسافری خارجی نیز سرویس دهی می‌کند. به عنوان قسمتی از آرزوهای صفرمراد نیازف برای تبدیل ترکمنستان به یک کویت جدید، او در نظر داشت ک یک فرودگاه متمایز بسازد. این سودا باعث شد که برج کنترل در سمت نادرست باند پرواز قرار بگیرد. ترمینال پرزرق و برق جدیدباعث بسته شدن دیدن مراقبان برج کنترل درهنگام هدایت خلبانان شد. با اینکه سازندگان در مورد این قضیه هشدار داده بودند نیازف در پاسخ گفته بود که «در این سمت بهتر به نظر می‌رسد».
دولت ترکمنستان در سال ۲۰۱۲ مناقصه بین‌المللی برای ساخت یک فرودگاه بین‌المللی جدید به نام اغوز خان برگزار کرد. یک شرکت عمرانی ترکیه ای بنام پلیمکس که از اواخر دهه ۹۰ در این کشور فعال بود به عنوان برنده مناقصه اعلام شد. فرودگاه جدید در ۱۷ سپتامبر ۲۰۱۶ به وسیلهٔ رئیس‌جمهور ترکمنستان قربان قلی بردی محمداف افتتاح شد. پروژه با هزینه ۲٫۳ میلیارد دلاری و یک ترمینال بلند نا متعارف که شبیه پرنده ترکمن است قابلیت پذیرایی از ۱۴ میلیون مسافر در سال و ۱۶۰۰مسافر در هر ساعت را دارد. ترمینال در یک زمین ۳۵۰۰۰۰ متر مربعی بنا شده و شامل: ترمینال مسافر، ترمینال وی آی پی، ترمینال بار با ظرفیت ۲۰۰۰۰۰ تن بار در هرسال، یک برج کنترل جدید، پناهگاه برای ۳ هواپیمای باریک پیکر، پمپ‌های سوخت رسانی جدید، کترینگ، ایستگاه آتش‌نشانی، شبیه‌ساز پرواز، ساختمان‌های تعمیر و نگهداری، فضای پارک برای ۳۰۰۰ ماشین، مدرسه هواپیمایی کشوری و مرکز پزشکی است. فرودگاه همچنین دارای یک باند ۳۸۰۰ متری برای هواپیمای پهن پیکر و جتهای دو طبقه مانند ایرباس ای۳۸۰ و بوئینگ ۷۴۷–۸ می‌باشد.

## شرکت‌های هواپیمایی و مقصدهای پروازی

### مسافری
| شرکت‌های هواپیمایی   | مقصدهای پروازی |
| ------------------- | --- |
| بلاویا              | مینسک |
| هواپیمایی جنوبی چین | اورومچی دیووپو |
| فلای‌دبی             | دوبی |
| لوفت‌هانزا           | حیدر علی‌اف، فرانکفورت |
| اس۷ ایرلاینز        | دوموده‌دوو |
| ترکیش ایرلاینز      | آتاترک |
| هواپیمایی ترکمنستان | ابوظبی، آلماتی، سری گرو رام داس جی، Balkanabat، سووارنابومی، پکن، بیرمنگام، داش‌اغوز، ایندیرا گاندی، دوبی، فرانکفورت، آتاترک، قازان، هیترو لندن، ماری، مینسک، دوموده‌دوو، شارل دوگل پاریس، پالکوو، , ترکمن‌آباد، ترکمن‌باشی |

### باری
| شرکت‌های هواپیمایی   | مقصدهای پروازی                           |
| ------------------- | ---------------------------------------- |
| آئرولوگیک           | فرانکفورت، هنگ کنگ                       |
| کوین ایرویز         | تفلیس                                    |
| لوفت‌هانزا کارگو     | فرانکفورت، حیدر علی‌اف                    |
| ترکیش ایرلاینز      | شاه‌جلال، آتاترک                          |
| هواپیمایی ترکمنستان | ابوظبی، برنو-تورانی، آتاترک، شاترو-سانتر |
| ولگا-نپر ایرلاینز   | سولا استاوانگر                           |